# Calypogeia peruviana
Calypogeia peruviana là một loài rêu trong họ Calypogeiaceae. Loài này được Nees mô tả khoa học đầu tiên năm 1838.